# Бобово-при-Шмарю
Бобово-при-Шмарю (словен. Bobovo pri Šmarju) — поселення в общині Шмарє-при-Єлшах, Савинський регіон, Словенія. 
Висота над рівнем моря: 271,2 м.